# David Sosa
David Sosa est un  philosophe américain, fils du philosophe Ernest Sosa.
Sosa fait une apparition dans le film Waking Life de Richard Linklater dans lequel il se livre à un court monologue sur les implications des découvertes en physique sur le problème du libre arbitre. Il expose le point de vue, souvent appelé « déterminisme dur », qui estime qu'il n'y a pas de place pour l'action libre dans un monde régi par des lois physiques puisque les êtres humains, comme tout le reste dans le monde physique, sont des choses physiques et sont donc soumis à ces mêmes lois.

## Publications

### Ouvrages
- Consequences of Consequentialism (Mind, 1993)
- Reference from a Perspective versus Reference (Philosophical Issues, 1995)
- The Import of the Puzzle About Belief (The Philosophical Review, 1996)
- Meaningful Explanation (Philosophical Issues, 1997)
- Perception and Reason (The Philosophical Review, 1998)
- Getting Clear on the Concept (Philosophical Issues, 1998)
- Pathetic Ethics (Objectivity in Law and Morals, 2000)
- Rigidity in the Scope of Russell's Theory (Noûs, 2001)
- A Big, Good Thing (Noûs, 2004)
- Skepticism about Intuition (Philosophy, 2006)
- Scenes Seen (Philosophical Books, 2006)
- The Conditional Fallacy (Philosophical Review, 2006) avec D. Bonevac et J. Dever
- Rigidity (The Oxford Handbook of Philosophy of Language, 2006)

### Édition
- A Companion to Analytic Philosophy (Blackwell, 2001) avec A.P. Martinich
- Analytic Philosophy: An Anthology (Blackwell, 2001)
- Philosophy for the 21st Century (Oxford, 2002)

## Source de la traduction
- (en) Cet article est partiellement ou en totalité issu de l’article de Wikipédia en anglais intitulé « David Sosa » (voir la liste des auteurs).